# Anke Karstens
Anke Karstens (n. 13 octombrie 1985, Berchtesgaden, Bavaria, Germania) este o sportivă ce a reprezentat Germania, medaliată olimpică. A participat la 3 ediții ale Jocurilor Olimpice (2010, 2014, 2018) în care a câștigat o medalie de argint.